# پائولو تراپانسه
پائولو تراپانسه (ایتالیایی: Paolo Trapanese؛ زادهٔ ۷ فوریهٔ ۱۹۶۲) بازیکن واترپلو اهل ایتالیا بود. وی در بازی‌های المپیک تابستانی ۱۹۸۸ شرکت کرده‌است.